# Obwalden
Obwalden – (gsw. Obwaldä, fr. Obwald, wł. Obvaldo, rm. Sursilvania) – kanton w środkowej Szwajcarii. Jego stolicą jest miejscowość Sarnen. Językiem urzędowym kantonu jest język niemiecki. Najwyższym szczytem kantonu jest Titlis (3238 m n.p.m.)

## Historia
W 1291 r. Obwalden, wraz z Nidwalden, Uri i Schwyz utworzyły sojusz, który był pierwszym zalążkiem Związku Szwajcarskiego.

## Demografia
Językami z najwyższym odsetkiem użytkowników są:
- język niemiecki – 92,3%,
- język albański – 1,4%,
- język serbsko-chorwacki – 1,2%[2].

## Podział administracyjny
Kanton dzieli się na siedem gmin (Gemeinde):
| Nazwa gminy | Liczba mieszkańców 31 grudnia 2021 | Powierzchnia km² |
| ----------- | ---------------------------------- | ---------------- |
| Alpnach     | 6 125                              | 53,79            |
| Engelberg   | 4 230                              | 74,87            |
| Giswil      | 3 796                              | 85,91            |
| Kerns       | 6 380                              | 92,58            |
| Lungern     | 2 082                              | 46,47            |
| Sachseln    | 5 172                              | 53,89            |
| Sarnen      | 10 650                             | 73,11            |